# Raka (Uroševac)
« Rakaj » redirige ici. Pour l’article homophone, voir Racaille.
Pour l’article homonyme, voir Raka.
Rakaj en albanais et Raka en serbe latin (en serbe cyrillique : Рака) est une localité du Kosovo située dans la commune/municipalité de Ferizaj/Uroševac, district de Ferizaj/Uroševac (Kosovo) ou district de Kosovo (Serbie). Selon le recensement kosovar de 2011, elle compte 976 habitants, dont une majorité d'peuple.
Le village est également connu sous le nom albanais de Rakë.

## Démographie

### Évolution historique de la population dans la localité
| 1948 | 1953 | 1961 | 1971 | 1981 | 1991 | 2011 |
| ---- | ---- | ---- | ---- | ---- | ---- | ---- |
| 199  | 215  | 164  | 302  | 583  | 759  | 976  |

|  |